# Кастельботтаччо
Кастельботтаччо (итал. Castelbottaccio) —  коммуна в Италии, располагается в регионе Молизе, в провинции Кампобассо.
Население составляет 422 человека (2008 г.), плотность населения составляет 38 чел./км². Занимает площадь 11 км². Почтовый индекс — 86030. Телефонный код — 0874.
Покровителем коммуны почитается святой Ото, празднование 31 июля.

## Демография
Динамика населения:

## Администрация коммуны
- Официальный сайт: https://web.archive.org/web/20081123045708/http://www.comunecastelbottaccio.it/